# 路易絲·卡羅琳 (黑森-卡塞爾)
黑森-卡塞爾的路易絲·卡羅琳（德語：Luise Karoline von Hessen-Kassel，1789年9月28日—1867年3月13日），什勒斯維希-霍爾斯坦-索恩德堡-格呂克斯堡公爵夫人，丹麥國王克里斯蒂安九世的母親。她是国王乔治五世和沙皇尼古拉二世的曾祖母。
路易絲·卡羅琳的父親卡爾是黑森-卡塞爾伯爵腓特烈二世的第三子，威廉九世的弟弟。母親路易絲是丹麥國王弗雷德里克五世的第三女，克里斯蒂安七世的妹妹。

## 家庭
1810年，路易絲·卡羅琳與什勒斯維希-霍爾斯坦-森訥堡-格呂克斯堡公爵腓特烈·威廉結婚，共有7子3女：
- 路易絲·瑪麗公主（1810年—1869年）
- 弗蕾德里克（1811年—1902年），安哈特-貝恩堡公爵夫人
- 卡爾王子（1813年—1878年），1831年繼承父親成為什勒斯維希-霍爾斯坦-森訥堡-格呂克斯堡公爵
- 腓特烈王子（1814年—1885年），1878年繼承哥哥成為什勒斯維希-霍爾斯坦-森訥堡-格呂克斯堡公爵
- 威廉王子（1816年—1893年）
- 克里斯蒂安王子（1818年—1906年），1863年成為丹麥國王
- 路易絲公主（1820年—1894年）
- 尤利烏斯王子（1824年—1903年）
- 漢斯王子（1825年—1911年）
- 尼古拉斯王子（1828年—1849年）